# Chinstrap Point
Der Chinstrap Point ist die südöstliche Landspitze von Vindication Island im Archipel der Südlichen Sandwichinseln. Sie markiert die westliche Begrenzung der südlichen Einfahrt zum Nelson Channel.
Wissenschaftler der britischen Discovery Investigations, die das Gebiet 1930 vermaßen, benannten die Landspitze als Rocky Point. Die heutige Benennung geht auf eine Empfehlung des UK Antarctic Place-Names Committee aus dem Jahr 1971 zurück. Namensgebend ist der Zügelpinguin (Phygoscelis antarctica, englisch Chinstrap penguin), zu dessen Brutgebieten die Landspitze gehört.